# Liste der denkmalgeschützten Objekte in Virgen
Die Liste der denkmalgeschützten Objekte in Virgen enthält die 24 unbeweglichen denkmalgeschützten Objekte der Gemeinde Virgen im Bezirk Lienz (Tirol).

## Denkmäler
| Foto |                 | Denkmal                                                                               | Standort                                         | Beschreibung | Metadaten |
| ---- | --------------- | ------------------------------------------------------------------------------------- | ------------------------------------------------ | --- | --- |
| ja   | Datei hochladen | Kriegerdenkmal HERIS-ID: 6880 Objekt-ID: 2763 TKK: 16216                              | bei Auf der Weite 3 Standort KG: Virgen          | Die Kriegergedächtniskapelle ist eine 1958 nach Plänen von Josef Menardi errichtete Gedächtniskapelle für die Gefallenen und Vermissten der beiden Weltkriege. Die annähernd quadratische Kapelle mit geschwungenem Zeltdach und offener Eingangsseite ist mit einem monumentalen Kreuz, Denkmälern für die Gefallenen und Vermissten sowie Holzreliefs und Inschriftentafeln ausgestattet. | BDA-Hist.: Q37938197 Status: § 2a Stand der BDA-Liste: 2025-06-30 Name: Kriegerdenkmal GstNr.: 4731/2 Kriegerdenkmal Virgen                                                  |
| ja   | Datei hochladen | Kapelle Allerheiligen HERIS-ID: 6886 Objekt-ID: 2769 TKK: 16117                       | Göriach Standort KG: Virgen                      | Die Kapelle von Allerheiligen wurde hoch über der Ortschaft Göriach in einem Felshang errichtet, wobei das Gebäude als ältester Sakralbau des Virgentals überliefert ist und der Legende nach im 11. Jahrhundert entstand. Die 1614 erstmals urkundlich erwähnte Kapelle besitzt auf Grund der Lage am Fels einen unsymmetrischen Grundriss und wurde in Feldsteinmauerwerk erbaut. Sie besitzt ein Zeltdach mit hölzernem Dachreiter und beherbergt zwei Altäre aus dem 17. Jahrhundert.                                                          | BDA-Hist.: Q2648531 Status: § 2a Stand der BDA-Liste: 2025-06-30 Name: Kapelle Allerheiligen GstNr.: .253 Allerheiligenkapelle Göriach                                       |
| ja   | Datei hochladen | Kreuzgruppe HERIS-ID: 101587 Objekt-ID: 117922 TKK: 16162                             | Göriach Standort KG: Virgen                      | Die Kreuzgruppe vor der Kapelle Allerheiligen besteht aus erneuerten Kreuzen mit Brettschindeldeckung, die Figuren von Jesus und den beiden Schächern tragen. Sie stammen vermutlich aus dem Ende des 18. Jahrhunderts. | BDA-Hist.: Q64031914 Status: § 2a Stand der BDA-Liste: 2025-06-30 Name: Kreuzgruppe GstNr.: 2571 Kreuzgruppe Allerheiligenkapelle                                            |
| ja   | Datei hochladen | Kapelle hl. Ulrich HERIS-ID: 6889 Objekt-ID: 2772 TKK: 16125                          | bei Mellitz 17 Standort KG: Virgen               | Die Ulrichskapelle ist eine Kapelle mit rechteckigem Grundriss und leicht eingezogenem Rundchor unter einem leicht geschwungenen Satteldach und einem hohen, schlanken Dachreiter. Das 1799 anstelle eines Vorgängerbaus errichtete Bauwerk beherbergt einen Säulenaltar mit einem Mariahilf-Gemälde, das eine Kopie des Innsbrucker Cranach-Bildes darstellt. | BDA-Hist.: Q1726971 Status: § 2a Stand der BDA-Liste: 2025-06-30 Name: Kapelle hl. Ulrich GstNr.: .107                                                                       |
| ja   | Datei hochladen | Burgruine Rabenstein HERIS-ID: 6884 Objekt-ID: 2767 TKK: 38667                        | Mellitz Standort KG: Virgen                      | → Hauptartikel : Burgruine Rabenstein (Virgen) f1 | BDA-Hist.: Q1015464 Status: Bescheid Stand der BDA-Liste: 2025-06-30 Name: Burgruine Rabenstein GstNr.: 1136/1, 1136/2 Burgruine Rabenstein                                  |
| ja   | Datei hochladen | Kapelle hl. Magdalena HERIS-ID: 6890 Objekt-ID: 2773 TKK: 16128                       | gegenüber Mitteldorf 35 Standort KG: Virgen      | Die Magdalenenkapelle oder Kapelle „Unser Herr im Elend“ ist eine große, barocke Kapelle, die zwischen 1650 und 1655 errichtet wurde. Das Äußere der Kapelle ist durch den wuchtigen Eingangsturm geprägt, auf dem ein oktogonales Glockengeschoß mit Zwiebelhelm thront. Zudem sind die Fassaden von Turm und Kapelle durch gelbe Ortstein-, Gesims- und Rahmengliederung geprägt. Der 1798 errichtete Altar zeigt die Pietà unter dem Kreuz. | BDA-Hist.: Q97959016 Status: § 2a Stand der BDA-Liste: 2025-06-30 Name: Kapelle hl. Magdalena GstNr.: 4978 Magdalenenkapelle Mitteldorf                                      |
| ja   | Datei hochladen | Kapelle hl. Apollonia HERIS-ID: 6891 Objekt-ID: 2774 TKK: 16129                       | gegenüber Niedermauern 27 Standort KG: Virgen    | Die Kapelle wurde 1783 erbaut und beherbergt einen Altar aus dem Beginn des 19. Jahrhunderts. | BDA-Hist.: Q621667 Status: § 2a Stand der BDA-Liste: 2025-06-30 Name: Kapelle hl. Apollonia GstNr.: 5134 Kapelle hl. Apollonia (Virgen)                                      |
| ja   | Datei hochladen | Ortskapelle hl. Johannes Nepomuk HERIS-ID: 6892 Objekt-ID: 2775 TKK: 16130            | bei Niedermauern-Gries 4 Standort KG: Virgen     | Die Nepomukkapelle wurde 1818 an der Straße zwischen Virgen und Welzelach anstelle eines Nepomuk-Bildstocks errichtet. Die Kapelle besitzt einen polygonalen Schluss, ein schindelgedecktes Satteldach mit Dachreiter und eine geschwungene Giebelfassade. Sie beherbergt einen gotisierenden Altar mit einem Gemälde des heiligen Nepomuk aus dem Jahr 1818. | BDA-Hist.: Q1557373 Status: § 2a Stand der BDA-Liste: 2025-06-30 Name: Ortskapelle hl. Johannes Nepomuk GstNr.: .367 Ortskapelle hl Johannes Nepomuk (Niedermauern)          |
| ja   | Datei hochladen | Widum HERIS-ID: 6878 Objekt-ID: 2761 TKK: 16225                                       | Niedermauern Straße 22 Standort KG: Virgen       | Das Widum in Virgen ist ein mächtiger Bau mit mittelalterlichem Kern. Die Datierung der Sonnenuhr auf das Jahr 1647 weist möglicherweise auf den nachgotischen Umbau und die Errichtung des Netzrippengewölbes hin. | BDA-Hist.: Q2527647 Status: § 2a Stand der BDA-Liste: 2025-06-30 Name: Widum GstNr.: 5124 Pfarrhof Virgen                                                                    |
| ja   | Datei hochladen | Bildstock HERIS-ID: 6879 Objekt-ID: 2762 TKK: 16198                                   | bei Niedermauern Straße 22 Standort KG: Virgen   | Der Bildstock aus dem 17. Jahrhundert befindet sich neben dem Widum an der Straße nach Niedermauern und wurde auf einem Viereckschaft errichtet, der von einem modernen Natursteinsockel ummantelt ist. Der Nischenaufsatz mit Zeltdach beherbergt Fresken, die 1985 im Zuge der Renovierung mit Darstellungen der heiligen Virgil, Florian und Notburga übermalt wurden. | BDA-Hist.: Q37938110 Status: § 2a Stand der BDA-Liste: 2025-06-30 Name: Bildstock GstNr.: 4755/3 Bildstock Niedermauern Straße 22                                            |
| ja   | Datei hochladen | Bauernhof Angstler HERIS-ID: 6903 Objekt-ID: 2786                                     | Obermauern 56 Standort KG: Virgen                | Der Angstler-Hof ist ein Teilgut des in der ersten Hälfte des 16. Jahrhunderts erwähnten Gutes „unter der Kirchen“, wobei die Bebauung des Angstler-Gutes seit 1780 belegt ist. Der Paarhof besteht aus einem zweigeschoßigen Wohnhaus mit Eckflurgrundriss aus dem 18. Jahrhundert und einem Wirtschaftsgebäude, das 1991 aus dem Defereggental hierher verlegt wurde. Das zweigeschoßige Austragshaus in Kantblockbauweise stammt aus der Mitte des 20. Jahrhunderts.                                                                            | BDA-Hist.: Q124034310 Status: § 57-Mandatsbescheid Stand der BDA-Liste: 2025-06-30 Name: Bauernhof Angstler GstNr.: 3258 Paarhof Angstler                                    |
| ja   | Datei hochladen | Bauernhof Obermaurer-Huber HERIS-ID: 6904 Objekt-ID: 2787                             | Obermauern 58 Standort KG: Virgen                | Der Paarhof Obermaurer-Huber ist ein Teilgut des bereits im 16. Jahrhundert genannten Hubergutes, wobei der Hof Obermaurer-Huber erstmals 1779 genannt wurde und das Wohnhaus im 19. Jahrhundert über vermutlich älterem Kern aus dem 17. bis 18. Jahrhundert in Mischbauweise mit Blockpfettendach errichtet wurde. Das Wirtschaftsgebäude in kombinierter Holzkonstruktion stammt aus dem 17. bis 18. Jahrhundert. | BDA-Hist.: Q37939238 Status: § 57-Mandatsbescheid Stand der BDA-Liste: 2025-06-30 Name: Bauernhof Obermaurer-Huber GstNr.: 3255 Bauernhof Obermaurer-Huber                   |
| ja   | Datei hochladen | Bauernhof Außermantler HERIS-ID: 6905 Objekt-ID: 2788 TKK: 16256                      | Obermauern 61 Standort KG: Virgen                | Das Gut Außermantler ist ein seit 1780 urkundlich bebautes Teilgut des Mantlergutes, das bereits im 16. Jahrhundert existierte. Das Wohnhaus des im 20. Jahrhundert stark erneuerten Paarhofes wurde als zweigeschoßiger Blockbau mit schindelgedecktem Blockpfettendach, das Wirtschaftsgebäude mit paralleler Firstausrichtung auf einem Mauerfundament in kombinierter Holzkonstruktion mit Pfettendachstuhl errichtet. | BDA-Hist.: Q37939280 Status: § 57-Mandatsbescheid Stand der BDA-Liste: 2025-06-30 Name: Bauernhof Außermantler GstNr.: 3261 Bauernhof Außermantler                           |
| ja   | Datei hochladen | Bauernhaus Innerschmieder HERIS-ID: 6902 Objekt-ID: 2785 TKK: 16249                   | Obermauern 64 Standort KG: Virgen                | Der Hof Innerschmieder wurde 1780 erstmals urkundlich erwähnt, als sich das Freistift im Besitz von Schloss Bruck befand. Der in Mischbauweise errichtete, zweigeschoßige Einhof mit Satteldach stammt aus dem 18. Jahrhundert, die 1958 stillgelegte Schmiede befindet sich talseitig. Hangseitig besteht ein in der zweiten Hälfte des 20. Jahrhunderts umgebauter Wirtschaftsteil mit bruchsteingemauertem Stall. | BDA-Hist.: Q37939175 Status: § 57-Mandatsbescheid Stand der BDA-Liste: 2025-06-30 Name: Bauernhaus Innerschmieder GstNr.: 5091 Bauernhof Innerschmieder                      |
| ja   | Datei hochladen | Wallfahrtskirche Maria Schnee HERIS-ID: 6900 Objekt-ID: 2783 TKK: 16133               | gegenüber Obermauern 64 Standort KG: Virgen      | Die Wallfahrtskirche Maria Schnee ist eine spätgotische Kirche mit eingezogenem Chor, angestelltem Turm mit Sakristeianbau und steilem Satteldach. Durch ihren unversehrt erhaltenen Freskenzyklus von Simon von Taisten zählt die Kirche zu den bedeutendsten Kirchen Osttirols. | BDA-Hist.: Q2010382 Status: § 2a Stand der BDA-Liste: 2025-06-30 Name: Wallfahrtskirche Maria Schnee GstNr.: 5090, 3254 Wallfahrtskirche Obermauern                          |
| ja   | Datei hochladen | Wegkapelle Ketterle HERIS-ID: 6895 Objekt-ID: 2778 TKK: 16121                         | bei Obermauern 75 Standort KG: Virgen            | Der gemauerte Bildstock befindet sich am Pilgerweg zwischen Virgen und Obermauern. Er besitzt ein schindelgedecktes Satteldach, das eine hohe, flachbogig geschlossene Altarnische beschützt. Das hölzerne Altärchen stammt aus dem 18. Jahrhundert und zeigt eine Pietà unter dem Kreuz vor gemaltem Landschaftshintergrund. | BDA-Hist.: Q1663886 Status: § 2a Stand der BDA-Liste: 2025-06-30 Name: Wegkapelle Ketterle GstNr.: 2223/1 Wegkapelle Ketterle                                                |
| ja   | Datei hochladen | Ortskapelle hl. Antonius HERIS-ID: 6881 Objekt-ID: 2764 TKK: 16120                    | gegenüber St.-Antonius-Weg 2 Standort KG: Virgen | Die Antoniuskapelle am östlichen Ortseingang von Virgen stammt aus dem 17. Jahrhundert. Der frühbarocke, turmlose Kapellenbau besitzt einen polygonalen Schluss und ein schindelgedecktes Satteldach. Der Altar stammt aus der Mitte des 18. Jahrhunderts. | BDA-Hist.: Q606976 Status: § 2a Stand der BDA-Liste: 2025-06-30 Name: Ortskapelle hl. Antonius GstNr.: 4983 Antoniuskapelle Virgen                                           |
| ja   | Datei hochladen | Bildstock bei der Antoniuskapelle HERIS-ID: 6882 Objekt-ID: 2765 TKK: 16199           | gegenüber St.-Antonius-Weg 2 Standort KG: Virgen | Der Bildstock befindet sich bei der Antoniuskapelle am östlichen Ortseingang von Virgen und wurde vor der Mitte des 15. Jahrhunderts errichtet. Der gotische Tabernakelbildstock besitzt einen oktogonalen Schaft über ausladender Sockelplatte, einen Aufsatz mit giebelförmigen Nischen und ein Satteldach. Die Fresken in den Nischen sind nur noch teilweise erhalten und zeigen das Abendmahl, eine Kreuzigungsszene, den Marientod und vermutlich den heiligen Sebastian.                                                                    | BDA-Hist.: Q64031967 Status: § 2a Stand der BDA-Liste: 2025-06-30 Name: Bildstock bei der Antoniuskapelle GstNr.: 4731/2 Bildstock bei der Antoniuskapelle (Virgen)          |
| ja   | Datei hochladen | Kloster der Franziskaner-Tertiar-Schwestern HERIS-ID: 6883 Objekt-ID: 2766 TKK: 16119 | Virgental Straße 70 Standort KG: Virgen          | Das Kloster der Franziskaner-Tertiar-Schwestern wurde Ende des 19. Jahrhunderts in einem ehemaligen Gasthaus gegründet und um eine Kapelle im Inneren sowie einer Gartenmauer erweitert. In den Klosterräumlichkeiten wurden bis zur Übersiedlung in das Schulhaus Kinder unterrichtet. | BDA-Hist.: Q37938369 Status: § 2a Stand der BDA-Liste: 2025-06-30 Name: Kloster der Franziskaner-Tertiar-Schwestern GstNr.: 1651 Kloster der Franziskaner-Tertiar-Schwestern |
| ja   | Datei hochladen | Gasthaus Neuwirt (ehem. Resinger) HERIS-ID: 6909 Objekt-ID: 2792 TKK: 16220           | Virgental Straße 75 Standort KG: Virgen          | Das im Kern spätgotische Wirtshaus aus dem 16. Jahrhundert ist ein zweigeschoßiges Gebäude mit traufseitig erschlossenem Mittelflurgrundriss, Schopfwalmdach und Runderker. Die Fassade trägt ein barockes Fresko des heiligen Zachäus aus dem 18. Jahrhundert und beherbergt eine hölzerne Plastik der heiligen Barbara aus dem 18. Jahrhundert sowie des heiligen Florian aus dem 19. Jahrhundert. 2023 sind das Fresko, die Fenster- und Portalumrahmungen sowie die hölzernen Plastiken verschwunden.                                          | BDA-Hist.: Q37939599 Status: Bescheid Stand der BDA-Liste: 2025-06-30 Name: Gasthaus Neuwirt (ehem. Resinger) GstNr.: .172 Gasthaus Neuwirt (Virgen)                         |
| ja   | Datei hochladen | Kath. Pfarrkirche hl. Virgil HERIS-ID: 6875 Objekt-ID: 2758 TKK: 16131                | neben Virgental Straße 90 Standort KG: Virgen    | Die im Kern mittelalterliche Pfarrkirche wurde in der zweiten Hälfte des 18. Jahrhunderts erweitert. Der vierjochige Bau mit geschwungener Giebelfassade, Polygonalchor, Turm mit Spitzhelm und Sakristeianbau beherbergt Altäre aus der Mitte des 19. Jahrhunderts, einen barocken Figurenschmuck und klassizistische Elemente. | BDA-Hist.: Q37937819 Status: § 2a Stand der BDA-Liste: 2025-06-30 Name: Kath. Pfarrkirche hl. Virgil GstNr.: 1798 Pfarrkirche Virgen                                         |
| ja   | Datei hochladen | Friedhof HERIS-ID: 6876 Objekt-ID: 2759 TKK: 104613                                   | bei Virgental Straße 90 Standort KG: Virgen      | Während mittelalterliche Belege für die Existenz eines Friedhofes fehlen, wurde 1615 ein Ossarium urkundlich erwähnt. Noch im selben Jahr erfolgte die Einrichtung eines Friedhofes für ungetaufte Kinder außerhalb der Friedhofsmauern. Die Anlage erstreckt sich heute rund um die Pfarrkirche und wird von einer Feldsteinmauer begrenzt. Auf dem Gelände befindet sich eine Friedhofskapelle mit Aufbahrungshalle aus dem Jahr 1843 (1982 umgestaltet), eine Lourdeskapelle und ein Friedhofskreuz mit Kriegerdenkmal aus dem 18. Jahrhundert. | BDA-Hist.: Q37937873 Status: § 2a Stand der BDA-Liste: 2025-06-30 Name: Friedhof GstNr.: 1798, 4745/1 Friedhof Virgen                                                        |
| ja   | Datei hochladen | Silvester-Kapelle HERIS-ID: 6896 Objekt-ID: 2779 TKK: 16123                           | gegenüber Welzelach 2 Standort KG: Virgen        | Die Silvester-Kapelle wurde 1641 auf einem Felsen neben einer Straße errichtet und 1895 um die Sakristei erweitert. Die Kapelle mit polygonalem Chor, schindelgedecktem Satteldach und hölzernem Dachreiter beherbergt einen 1737 hergestellten Altar aus Zirbelkiefer mit einer Figur des heiligen Silvester im Zentrum und einem Gemälde von Joachim sowie Anna und Maria im Auszug. Des Weiteren beherbergt die Kapelle zahlreiche Votivbilder aus dem 19. Jahrhundert.                                                                         | BDA-Hist.: Q1777586 Status: § 2a Stand der BDA-Liste: 2025-06-30 Name: Silvester-Kapelle GstNr.: 5066 Kapelle Welzelach                                                      |
| ja   | Datei hochladen | Pestbildstock in Niedermauern HERIS-ID: 6898 Objekt-ID: 2781 TKK: 16210               | Standort KG: Virgen                              | Der Pestbildstock liegt an einer Weggabelung der Straße zwischen Virgen und Niedermauern. Der Bildstock aus dem 17. Jahrhundert wurde in den 1960er Jahren nach einer notwendigen Verlegung erneuert. Er wurde aus Natursteinen gemauert, besitzt einen ausladenden Sockel und eine schmiedeeisenvergitterte Rundbogennische unter einem Satteldach. In der Nische befindet sich ein Gemälde der Lavanter Prozession, eine Kopie des Voitivbilds, dessen Original sich heute in der Kirche von Obermauern befindet.                                | BDA-Hist.: Q37939071 Status: § 2a Stand der BDA-Liste: 2025-06-30 Name: Pestbildstock in Niedermauern GstNr.: 4790 Pestbildstock Niedermauern                                |